# Lilse Bergen
De Lilse bergen is een recreatiedomein in de Antwerpse Kempen in de Lilse deelgemeente Gierle.
Het bestaat uit een groot meer omgeven door naaldbomen. In het meer is het mogelijk om te zwemmen. Er zijn voorzieningen, eetgelegelegenheden, een speeltuin, een camping. Langs de Lilse bergen ligt de snelweg  E34.